# Oumou Diarisso
Oumou Diarisso (née le 1er mai 2003 à Saint-Denis) est une joueuse française de basket-ball.

## Biographie
Après trois saisons au Pôle France, Oumou Diarisso s’engage avec le Tarbes Gespe Bigorre.

## Clubs
| Saisons   | Équipe               | Pays   |
| --------- | -------------------- | ------ |
| 2018-2021 | Pôle France          | France |
| 2021-2022 | Tarbes Gespe Bigorre | France |
| 2022-     | C' Chartres          | France |

## Palmarès

### En club
- First Pick All Star Ligue Féminine de Basket 2 2023-2024

### En sélection nationale
- Médaille d'or Championnat d'Europe des moins de 20 ans 2023[3].